# علي بن الجعد
علي بن الجعد، (134 - 230 هـ / 750 - 845م)، عالم مسلم ومُحدِّث، شيخ بغداد في عصره. كان يتجر بالجواهر، جمع عبد الله بن محمد البغوي اثني عشر جزءا من حديثه سماها «الجعديات» أو «مسند ابن الجعد»، مشتملة علي تراجم شيوخه وشيوخهم. عده ابن حجر من صغار الطبقة التاسعة من تابعي التابعين.

## سيرته
هو علي بن الجعد بن عبيد أبو الحسن البغدادي الجوهري مولى بني هاشم، ولد سنة 134 هـ، قدم البصرة سنة ست وخمسين ومائة، وكان سعيد بن أبي عروبة حيًا، وأدرك سليمان الأعمش ولم يكتب عنه، قال نفطويه: «كان علي بن الجعد أكبر من بغداد بعشر سنين، وكان أبو القاسم البغوي أكبر من سامراء بست سنين»، وتوفي 24 رجب سنة 230 هـ وقد استكمل ستًا وتسعين سنة هجرية.
اعتبره علماء الحديث «صدوق» قال أبو حاتم الرازي: «كان متقنًا صدوقًا، لم أر من المحدثين من يحفظ ويأتي بالحديث على لفظ واحد لا يغيره سوى علي بن الجعد»، وقال ابن عدي: «ولم أر في رواياته إذا حدث عن ثقة حديثًا منكرا فيما ذكره، والبخاري مع شدة استقصائه يروي في صحاحه»، إلا إنه رُمى بالتشيع وترك بعض العلماء كتابة حديثه بسبب ذلك، قال ابن حجر: «ثقة، ثبت، رمي بالتشيع»، وعده ابن قتيبة من رجال الشيعة، وقال الجوزجاني: «علي بن الجعد متشبث بغير بدعة، زائغ عن الحق»، ولم يكتب عنه أحمد بن حنبل شيئًُا، وسئل عبد الله بن أحمد بن حنبل: "لم لم تكتب عن علي بن الجعد؟ فقال: نهاني أبي أن أذهب إليه، فكان يبلغه عنه أنه تناول أصحاب النبي ﷺ". وقال زياد بن أيوب: «كنت عند علي بن الجعد، فسألوه عن القرآن، فقال: القرآن كلام الله، ومن قال: مخلوق، لم أعنفه»، فقال أحمد: بلغني عنه أشد من هذا، فلم يكتب عنه أحمد إلا يسيرًا.

## روايته للحديث
- روى عن: إبراهيم بن سعد، وإسرائيل بن يونس، وإسماعيل بن عياش، وأيوب بن عتبة اليمامي، وبحر بن كنيز السقاء، وجرير بن حازم، وجسر بن الحسن، وحريز بن عثمان الرحبي، والحسن بن صالح بن حي، والحسين بن زيد العلوي، وحماد بن زيد، وحماد بن سلمة، والربيع بن صبيح، وزهير بن معاوية، وسفيان الثوري، وسفيان بن عيينة، وسليمان بن المغيرة، وسلام بن مسكين، وشريك بن عبد الله، وشعبة بن الحجاج، وشيبان بن عبد الرحمن، وصخر بن جويرية، وصدقة بن موسى الدقيقي، وعاصم بن محمد بن زيد العمري، وأبي مسعود عبد الأعلى بن أبي المساور، وعبد الحميد بن بهرام، وعبد الرحمن بن أبي بكر المليكي، وعبد الرحمن بن ثابت بن ثوبان، وعبد الرحمن بن عبد الله بن دينار، وابن أبي ذئب، والمسعودي، وفضيل بن مرزوق، والقاسم بن الفضل الحداني، ومبارك بن فضالة، ويزيد بن إبراهيم التستري، ومعروف بن واصل، وهمام بن يحيى، وجسر بن الحسن، وعبد العزيز بن الماجشون، ومالك بن أنس، وعلي بن علي الرفاعي، وقيس بن الربيع، ومحمد بن راشد، ومحمد بن طلحة بن مصرف، ومحمد بن مطرف، وورقاء بن عمر، وأبي الأشهب العطاردي، وأبي عقيل يحيى بن المتوكل، وخلق سواهم.[3]
- حدث عنه: البخاري، وأبو داود، ويحيى بن معين، وخلف بن سالم وأحمد بن حنبل شيئا يسيرًا، وأحمد بن إبراهيم الدورقى، وأبو حاتم، وأبو زرعة، وإبراهيم الحربي، وأبو بكر الصاغاني، وابن أبي الدنيا، وأحمد بن علي بن سعيد المروزي، وأحمد بن محمد بن خالد البراثي، وموسى بن هارون، وأحمد بن يحيى الحلواني، وصالح بن محمد جزرة، وعمر بن إسماعيل بن أبي غيلان، ومحمد بن عبدوس بن كامل، ومحمد بن يحيى المروزي، وأبو يعلى الموصلي، وأبو القاسم البغوي، وأحمد بن الحسين بن إسحاق الصوفي، وخلق كثير.[3]
- منزلته عند أهل الحديث: قال ابن أبي الدنيا: «أخبرت عن موسى بن داود قال: ما رأيت أحفظ من علي بن الجعد، وكنا عند ابن أبي ذئب، فأُملى علينا عشرين حديثًا، فحفظها وأملاها علينا.» وقال أبو زرعة: «كان أحمد بن حنبل لا يرى الكتابة عن علي بن الجعد، ولا سعيد بن سليمان، ورأيته في كتابه مضروبا عليهما.»، وقال يحيى بن معين: «ثقة صدوق، ثقة صدوق،»، وقال فيه مسلم: «هو ثقة لكنه جهمي»، قال الذهبي: «ولهذا منع أحمد بن حنبل ولديه من السماع منه»، وقال ابن عدي: لم أَرَ في رواياته حديثا منكرا إذا حدث عنه ثقة، وقال يحيى بن معين: هو أثبت من أبي النضر. قال أبو حاتم: ما كان أحفظ علي بن الجعد لحديثه، وهو صدوق.[2][3]